# Olibri (cònsol 526)
Flavi Anici Olibri va ser un polític romà. Va ser nomenat cònsol l'any 526, càrrec que va ocupar sense col·lega.

## Biografia
Olibri era membre de la prestigiosa família Anícius. Després del seu mandat com a cònsol, que va ser reconegut tant a l'Orient com a l'Occident, va ocupar el rang de patrici. Era a Roma quan el rei ostrogot Tòtila va conquerir la ciutat. Olibri, Anici Màxim (que havia estat cònsol el 523), Rufí Gennadi Probe Orestes (que havia estat cònsol el 530) i altres patricis van buscar refugi a l'antiga basílica de Sant Pere. Capturat i enviat a la Campània, encara hi era quan Narses va conquerir Roma el 552. Els senadors es preparaven per tornar a Roma, però els gots que els custodiaven, enfurismats per la mort de Tòtila, els van matar a tots.